# Provedoria dos Direitos Humanos e Justiça

Logo des PDHJ

Der Provedoria dos Direitos Humanos e Justiça (PDHJ, deutsch Ombudsrat für Menschenrechte und Recht) ist die nationale Menschenrechtsinstitution in Osttimor. Der PDHJ kümmert sich um die Bereiche Menschenrechte und Good Governance.
Seine Hauptaufgaben beinhalten die Kooperation mit nationalen und internationalen Organisationen zur Weiterentwicklung eines Netzwerkes für Menschenrechte, die Überwachung von Good Governance und Menschenrechten, Informations- und Bildungsveranstaltungen zu deren Prinzipien, das Verfassen von Berichten an Organisationen der Vereinten Nationen und den Rat für Menschenrechte und die Leitung von Untersuchungen zu Themen bezüglich Menschenrechte und deren Missbrauch. Bürger können den PDHJ anrufen, wenn sie Beschwerden gegenüber Behörden, der Regierung oder andere öffentliche Einrichtungen haben.

## Ziel und Aufgaben
Ziel des PDHJ ist es nach eigenen Angaben die Menschenrechte zu schützen, die Integrität zu stärken und eine Good Governance in Osttimor zu fördern.
Seine Aufgaben sind:
- ein öffentliches Gewissen durch die Förderung einer Kultur zu schaffen, die die Grundsätze der Menschenrechte, der Rechtsstaatlichkeit und der verantwortungsvollen Staatsführung respektiert.
- eine  Motivation und Unterstützung bei Organisationen und Behörden zu schaffen, um die Entwicklung einer Politik, von Verfahren, internen Schulungen und Beschwerdeverfahren zu entwickeln, die die Menschenrechte und die Good Governance fördern.
- Menschenrechtsverletzungen und der Missmanagement effektiv anzugehen, indem Beschwerden effektiv behandelt und Vermittlungen und Schlichtungen gefördert werden.
- die Bereitstellung von Empfehlungen über die Mittel und Wege zum Schutz der Menschenrechte und Good Governance auf der Grundlage der Ergebnisse der Untersuchungen, Nachforschungen und Überwachung (direkt oder in Partnerschaft mit seinen Partnern in der Zivilgesellschaft), die die Verfassungsmäßigkeit von Entscheidungen in der Gesetzgebung, den Schutz der Menschenrechte, die Stärkung der Integrität und die Förderung einer Good Governance in Osttimor garantieren.

## Zuständigkeiten
Der PDHJ ist Anlaufstelle für Beschwerden von juristischen und natürlichen Personen. Eingereicht können sie einzeln oder auch als Sammelbeschwerden. Zudem überwacht der PDHJ auch selbst staatliche Einrichtungen, inklusive der Regierung, ihrer Behörden und private Einrichtungen, die öffentliche Funktionen übernehmen. Bei Bedarf berät sie auch der PDHJ, übergibt Stellungnahmen, Empfehlungen, Vorschläge und Berichte auch an Nationalparlament und Regierung. Wenn notwendig kann der PDHJ Anfragen an die Einrichtungen richten. Auch Gesetzesvorhaben, Vorschriften, Verwaltungsvorschriften, Richtlinien und aktuelle Vorgehensweisen kann der PDHJ überwachen und prüfen. Im Falle möglicher Verletzungen von Menschenrechten oder Good Governance kann der PDHJ Untersuchungen durchführen. Entdeckt der PDHJ Verstöße, kann er das Tribunal de Recurso de Timor-Leste, das oberste Gericht des Landes auffordern, Gesetzesvorhaben für verfassungswidrig zu erklären und zu stoppen. Zur Verbesserung der bestehenden Gesetzeslage kann der PDHJ auch die Annahme neuer Rechtsvorschriften und Änderung bestehender selbst empfehlen.
Der PDHJ wirbt aktiv für Good Governance und die Menschenrechte. Dafür kann er öffentliche Erklärungen abgeben, Informationskampagnen starten und die Öffentlichkeit oder die öffentliche Verwaltung direkt informieren. Zu Ratifizierungen und den Beitritt zu internationalen Menschenrechtsvereinbarungen gibt der PDHJ Empfehlungen abgeben. Deren Umsetzung überwacht der PDHJ.
Das Recht auf Ermittlungen hat der PDHJ auch im Bezug auf der Bekämpfung von Korruption und Veruntreuung öffentlicher Vermögenswerte durch Beamte. Zudem darf er mit Aktionen das Verantwortungsgefühl und die Rechenschaftspflicht in der öffentlichen Verwaltung stärken. Dazu führt der PDHJ Öffentlichkeitswerbung, Überwachungsmaßnahmen und die Bildung von Informationsnetzwerken durch. Sensibilisierungskampagnen des PDHJ mit Symposien, Jahresaktionen, Publikationen und Vorträgen zu Methoden der Korruptionsbekämpfung ergänzen die Korruptionsprävention.

## Gesetzliche Grundlage
Der PDHJ wurde nach Abschnitt 27 der Verfassung von Osttimor von 2002 als unabhängiges Organ geschaffen. Die Satzung des PDHJ wurde durch das Gesetz 7/2004 vom 26. Mai 2004 bestätigt, mit dem Gesetz 8/2009 vom 15. Juli 2009 geändert und die Struktur des PDHJ mit dem Dekret 25/2011 vom 8. Juni 2011 genehmigt.

## Struktur
| Ombudsleute der PDHJ                              | Ombudsleute der PDHJ            |
| Leitender Ombudsmann                              | Leitender Ombudsmann            |
| ------------------------------------------------- | ------------------------------- |
| Sebastião Dias Ximenes                            | Mai 2005 – 31. Oktober 2014     |
| Silverio Pinto Baptista                           | 30. Oktober 2014 – Oktober 2018 |
| Jesuína Maria Ferreira Gomes                      | Oktober 2018 – 2022             |
| Virgílio da Silva Guterres                        | seit Januar 2023                |
| stellvertretende Ombudsmänner für Menschenrechte  |                                 |
| Silverio Pinto Baptista                           | 28. Juni 2005 – Oktober 2014    |
| Horácio de Almeida                                | 14. Januar 2015–2019            |
| Benícia Eriana Ximenes dos Reis Magno             | seit 28. Februar 2019 – 2023    |
| Marília Oliveira da Costa                         | seit 15. November 2023          |
| stellvertretende Ombudsmänner für Good Governance |                                 |
| Amândio de Sá Benevides                           | 2005–2009 (?)                   |
| Rui Pereira dos Santos                            | April 2010–2015                 |
| Jesuína Maria Ferreira Gomes                      | 14. Januar 2015–2019            |
| Miguel Pereira de Carvalho                        | 28. Februar 2019 – 29. Mai 2020 |
| José Telo Soares Cristóvão                        | 2020–2023                       |
| Rigoberto Monteiro                                | seit 7. Juni 2023               |

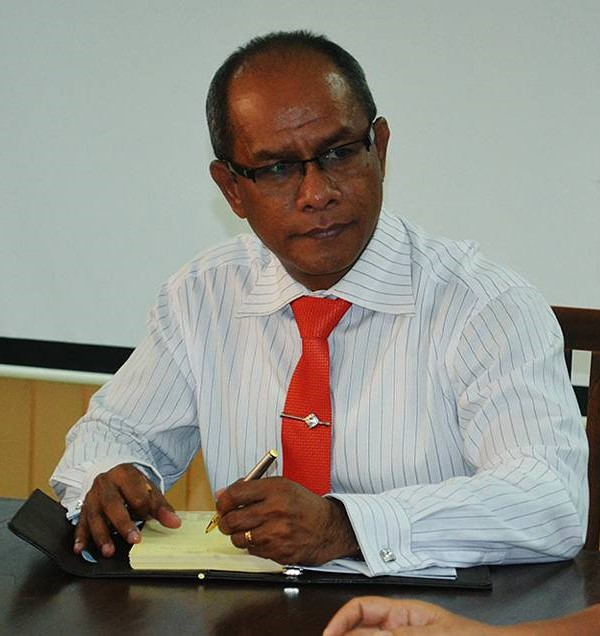
Silverio Pinto Baptista (2017)

Der Hauptsitz des PDHJ befindet sich im Stadtteil Caicoli der Landeshauptstadt Dili. Regionalbüros gibt es in Baucau, Pante Macassar, Same und Maliana.
Die Amtsperiode eines Ombudsmannes dauert vier Jahre, danach kann er nur einmal für weitere vier Jahre bestätigt werden. Erster Ombudsmann des PDHJ war Sebastião Dias Ximenes (Mai 2005 – 31. Oktober 2014). Ihm folgte Silverio Pinto Baptista, der zuvor vom 28. Juni 2005 bis 2014 stellvertretender Ombudsmann für Menschenrechte gewesen war. Stellvertretender Ombudsmann für Good Governance war zunächst Amândio de Sá Benevides, dann Rui Pereira dos Santos (April 2010 – 14. Januar 2015). Im Oktober 2014 wurde Baptista vom Nationalparlament zum neuen Ombudsmann gewählt und am 30. Oktober vereidigt. Ihm zur Seite gestellt wurden zwei Stellvertreter, Jesuína Maria Ferreira Gomes für Good Governance und Horácio de Almeida für Menschenrechte. Beide erhielten ihre Ernennung vom Parlamentspräsidenten am 14. Januar 2015. Im Oktober 2018 wurde Gomes vom Parlament zur neuen Ombudsfrau der PDHJ gewählt. Neue Vize für Menschenrechte ist seit dem 28. Februar 2019 Benícia Eriana Ximenes dos Reis Magno. Miguel Pereira de Carvalho wurde Vize für Good Governance.

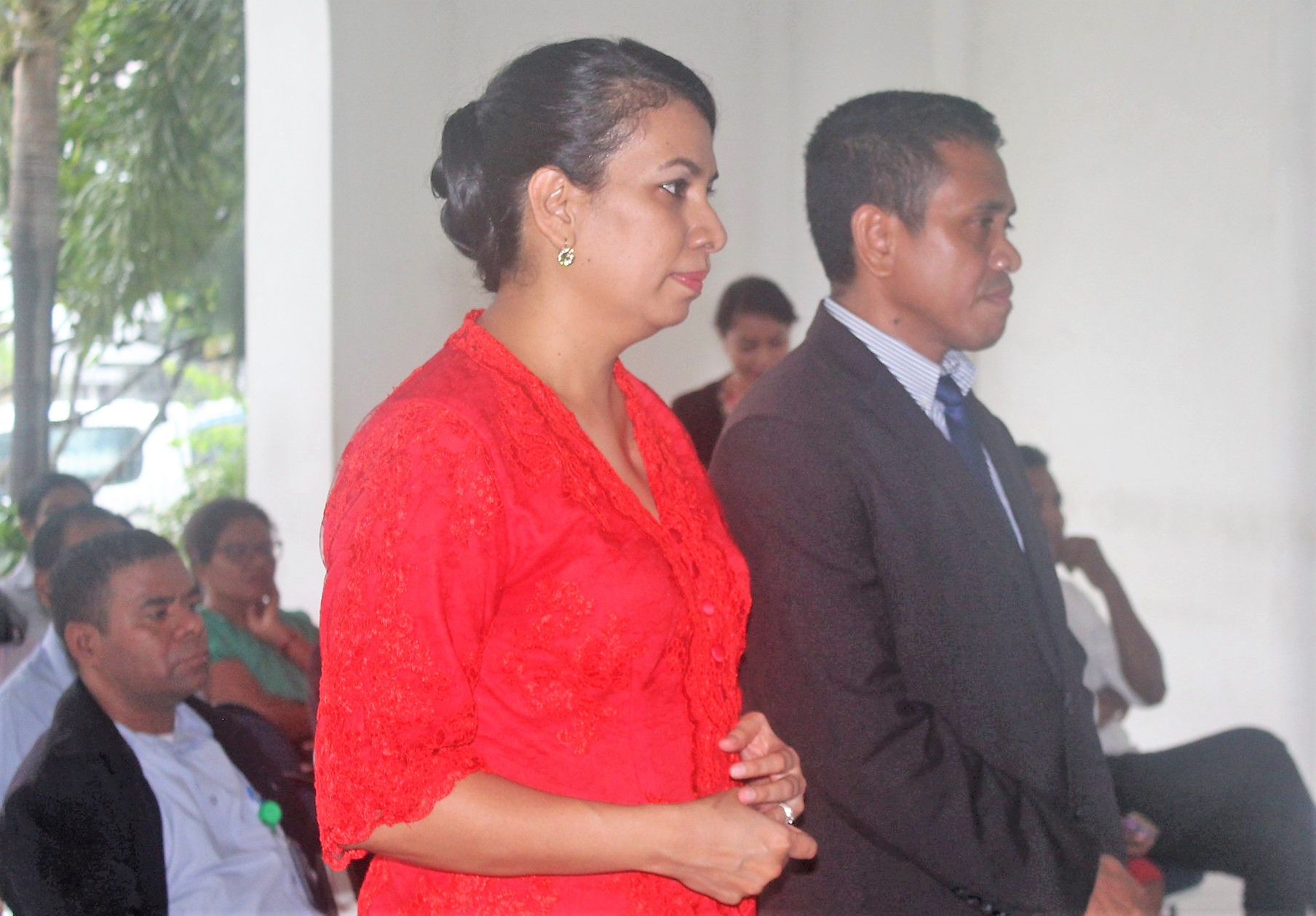
Benicia Eriana Ximenes dos Reis Magno und Miguel Pereira de Carvalho bei ihrer Vereidigung (2019)

Am 7. Juni 2023 wurde der neue Stellvertreter für Good Governance Rigoberto Monteiro und am 19. November die neue Stellvertreterin für Menschenrechte Marília Oliveira da Costa vereidigt.
Den Ombudsleuten obliegt die Führung. Die Organisation übernimmt der Generaldirektor (derzeit Aureo José António Sávio), dem vier Nationaldirektorate unterstehen:
- Direktorat für Öffentliche Unterstützung: Das Direktorat ist die Hauptanlaufstelle für die Öffentlichkeit zur Aufnahme und Bearbeitung von Beschwerden.
- Direktorat für Menschenrechte: Das Direktorat führt Falluntersuchungen, Überwachungen, Öffentlichkeitsarbeit und Bildungsmaßnahmen durch in Bezug auf das Thema Menschenrechte.
- Direktorat für Good Governance: Dieselben Aufgaben erfüllt dieses Direktorat für die Bereiche Good Governance, Misswirtschaft und Legalität öffentlicher Aktivitäten.
- Direktorat für Verwaltung und Finanzen: Das Direktorat stellt Finanzmittel, Mitarbeiterressourcen, Logistik und das Beschaffungswesen zur Verfügung, um den PDHJ funktionsfähig zu halten.[17]

## Geschichte
Mit der Entlassung in die Unabhängigkeit am 20. Mai 2002 trat die neue Verfassung des Landes in Kraft. Sie forderte die Schaffung eines Ombudsrats als Anlaufstelle für Beschwerden der Bürger. Die gesetzlichen Voraussetzungen wurden 2004 erfüllt. Da im ersten Wahlgang für den Ombudsmann nicht die nötige Zwei-Drittel-Mehrheit im Nationalparlament zusammenkam, musste im März 2005 ein weiteres Mal abgestimmt werden. Diesmal war die Wahl erfolgreich.
Sebastião Dias Ximenes, der erste Ombudsmann des PDHJ wurde im Juni 2005 vereidigt, seine beiden Stellvertreter kamen im selben Monat dazu. Im März 2006 nahm der PDHJ seine Arbeit auf. Bereits zu diesem Zeitpunkt kam es zu einer ersten großen Bewährungsprobe. Der PDHJ untersuchte Fehlverhalten von Militär, Polizei und anderer staatlicher Einrichtungen während der damaligen Unruhen.
2008 erfolgte eine Akkreditierung des PDHJ als nationale Menschenrechtsinstitution mit Status A durch das International Coordinating Committee of National Human Rights Institutions (ICC), die erneute Prüfung fand 2013 statt. Die Bewertung erfolgte anhand der Paris Principles von 1993. Der PDHJ hat mit diesem Status Zugang zum UN-Menschenrechtsrat und anderen Einrichtungen der Vereinten Nationen.
Zwischen 2008 und 2010 erfolgte eine Konsolidierung des PDHJ. Im April 2010 wurde Ximenes für eine zweite Amtszeit bestätigt. 2011 überstieg die Anzahl der eingegangenen Beschwerden die Zahl von 300. Erneut begann man mit einer Restrukturierung des PDHJ mittels eines strategischen Plans.